# You'll Never Walk Alone
«You'll Never Walk Alone» (укр. «Ти ніколи не будеш іти один») — пісня, що стала найвідомішим у світі гімном футбольної команди «Ліверпуль».

## Історія створення
Пісня написана Річардом Роджерсом і Оскаром II Хаммерстайном для мюзиклу «Карусель» (1945), при трагічних обставинах: помер найкращий друг композитора, і на його похороні було написано цю композицію. Своєю популярністю зобов'язана тому, що в різний час її записали та використовували у своїх концертах такі відомі виконавці, як Френк Сінатра, Маріо Ланца, Елвіс Преслі та інші.

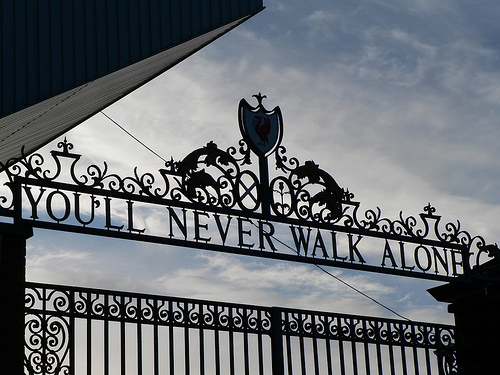
Ворота Білла Шенклі

Величезний вплив на долю композиції зробило те, що на початку 1960-х свою версію «You'll Never Walk Alone» записав відомий ліверпульський біт-гурт «Gerry & The Pacemakers». 26 жовтня 1963 року сингл із цією піснею посів перше місце у Великій Британії і протримався там чотири тижні. Незабаром пісня стала гімном уболівальників «Ліверпуля», який виконують на стадіоні за кілька хвилин до стартового свистка та перед сигналом про закінчення матчу. Слова «You'll Never Walk Alone» з'явилися на емблемі клубу, а також нанесені на ворота стадіону «Енфілд», що названі на честь Білла Шенклі. У всьому світі назва композиції сьогодні асоціюється саме із цією командою. Успіхи «Ліверпуля» на внутрішній і міжнародній арені, а також хороші взаємини уболівальників мерсісайдців і деяких інших команд (наприклад, «Селтіка») допомогли пісні поширитися у футбольному середовищі. Як наслідок, до теперішнього моменту «You'll Never Walk Alone» можна також почути на трибунах у виконанні вболівальників таких футбольних клубів:
- Австрія: Рапід
- Англія: Ліверпуль, Іпсвіч Таун
- Білорусь: Партизан, Німан
- Бельгія: Брюгге, Антверпен, Мехелен
- Болгарія: ЦСКА (уболівальники додали до тексту пісні свої слова)
- Ізраїль: Маккабі Х., Бейтар Є.
- Італія: Дженоа, Верона
- Нідерланди: Аякс, Феєнорд, Твенте
- Німеччина: Штутгарт, Боруссія Д., Шальке 04, Вердер, Санкт-Паулі, Алеманія, Майнц 05, Кайзерслаутерн
- Шотландія: Селтік
- Японія: Токіо

## Існуючі версії
- Френк Сінатра (1945, 1963)
- Маріо Ланца (1950)
- Рой Гемілтон (1954)
- Claramae Turner у фільмі «Карусель» (1956)
- Ніна Саймон (1959)
- Джуді Ґарленд (1960)
- Біллі Екстайн (1960)
- Рей Чарльз (1963)
- Gerry & The Pacemakers (1963)
- Patti Labelle & The Blue Belles (1964)
- The Righteous Brothers (1965)
- Елвіс Преслі (1968)
- Джонні Маестро та The Brooklyn Bridge (1969)
- Pink Floyd (1971), як частина композиції Fearless в альбомі «Meddle»
- Арета Франклін (1972)
- Лі Тауерс (1976)
- The Adicts (1981)
- The Crowd (1985)
- Олівія Ньютон-Джон (1989)
- Regine Velasquez (фестиваль Asia Pacific) (1989)
- André Hazes (1994)
- Shirley Verrett (1994)
- Bryn Terfel (1996)
- Робсон Грін і Джером Флінн (1996)
- Die Toten Hosen (2000)
- The Vocal Majority (1997)
- Бела Б. (2002)
- Джонні Кеш (2003)
- Рене Флемінг (2003)
- Кетрін Дженкінс (2004)
- The Five Blind Boys of Alabama (???)
- Рей Квінн (2006)
- Джордін Спаркс (2007)
- Los Fastidios (2000)